# Chiesa di San Clemente (Montelaterone)
La chiesa di San Clemente è un edificio religioso a Montelaterone, nel comune di Arcidosso.

## Storia
Attestata nel 1302-1303, nel XVI secolo fu ampliata, e ne fu variato l'orientamento.

## Descrizione
I resti del primitivo edificio sono riconoscibili nel paramento murario in pietra a filaretto; la facciata originaria corrispondeva all'odierno fianco destro, dove si notano tracce del rosone e del tetto a spioventi, e nel quale rimangono ancora il portale con arco ogivale ed elementi decorativi romanico-gotici nei capitelli e nell'architrave.
Tra le opere conservate all'interno vi sono un tabernacolo marmoreo con la figura dell'Eterno Padre (fine XV- inizi XVI secolo), la Messa di san Clemente, assegnabile ad Ilario Casolani, e la tela con i Dolenti e san Clemente in adorazione della Croce (1673) di Francesco Nasini.